# Cândido Portinari
Candido Portinari (29. december 1903 - 6. februar 1962) je bil brazilski slikar. Velja za enega najpomembnejših brazilskih slikarjev, pa tudi za vidnega in vplivnega praktikanta neorealističnega sloga v slikarstvu.
Portinari je naslikal več kot pet tisoč platen, od majhnih skic do monumentalnih del, kot so plošče Guerra e Paz (Vojna in mir), ki so bile leta 1956 podarjene sedežu Združenih narodov. Portinari je v svojem opusu razvil socialno preokupacijo in ohranil aktivno življenje v brazilski kulturni in politične svetove.

## Življenje in kariera
Rojen Giovanu Battisti Portinariju in Domenici Torquato, italijanskima priseljencema iz Chiampo Vicenza v Benečiji, na plantaži kave blizu mesta Brodowski v São Paulu. Portinari, ki je odraščal na plantaži kave temne zemlje in modrega neba, je črpal navdih iz domovine, ki jo je ljubil. V večini svojih poznejših slik, fresk in muralov je uporabljal modro barvo ter veliko rjave in rdeče, ker je bila to barva njegovega doma.
Eno od Portinarijevih začetniških del je bilo risanje fotografij, kjer je z barvami ujel natančno podobo in nato slike povečeval. Te so bile uspešno prodane, ker je bila podobnost osupljiva. Portinari je nato študiral na Escola Nacional de Belas Artes (Nacionalna šola lepih umetnosti) v Riu de Janeiru. Leta 1923, 1925 in 1927 je Portinari prejel nagrade na Salonu, leta 1928 pa je dobil štipendijo brazilske vlade za triletni študij v Evropi. V času, ko je bil v Evropi, je Portinari malo slikal, vendar je preučeval dela različnih evropskih umetnikov, obiskoval muzeje in spoznal svojo bodočo ženo Mario Martinelli. Vrnil se je v Brazilijo, v celoti pripravljen na prenos pravega brazilskega življenjskega sloga in zajemanje bolečine in bojev svojega ljudstva skozi svojo umetnost.
Po vrnitvi je Portinari začel upodabljati realnost Brazilije, od njenih naravnih lepot do težkega življenja najbolj obubožanega prebivalstva v državi, pri čemer si je prizadeval združiti svojo akademsko formacijo z modernističnimi avantgardami. Portinari je ostal sam in ni dovolil, da bi ga nove izkušnje in novi pogledi spremenili. Korenine so mu ostale pomembne in to si je prizadeval upodobiti v svojih slikah; pravi brazilski duh. Želel je, da svet vidi surovo realnost življenjskih razmer v Braziliji in boj za preživetje. Moč, delavnost, neodvisnost in pristnost se kažejo v skoraj vsakem njegovem delu.
Leta 1939 je Portinari razstavljal na svetovni razstavi v New Yorku. Naslednje leto je Portinarijevo platno prvič postavilo na ogled v Muzeju moderne umetnosti (MoMA). Vzpon fašizma v Evropi, vojne in tesen stik z brazilsko problematično družbo so ponovno potrdili socialni značaj njegovega dela in ga usmerili v politično angažiranost.
Pridružil se je brazilski komunistični partiji in leta 1945 kandidiral za poslanca in leta 1947 za senatorja, vendar je moral pobegniti v Urugvaj, da bi se izognil preganjanju komunistov med vlado Eurica Gasparja Dutre. Leta 1951 je prvi umetniški bienale v São Paulu posvetil posebno sobo za njegova dela. V Brazilijo se je vrnil naslednje leto, potem ko je vlada razglasila splošno amnestijo. Leta 1956, potem ko so Združeni narodi pozvali svoje pridružene države, naj podarijo umetniško delo novemu sedežu organizacije, je Brazilija za nalogo določila Portinarija, ki je za dokončanje slike potreboval štiri leta in okoli 180 študij. Dag Hammarskjöld, generalni sekretar ZN, je delo označil za »najpomembnejše monumentalno umetniško delo, podarjeno ZN«.
Tudi potem, ko ga je zdravnik opozoril na nevarnost toksinov in zastrupitev, ni odnehal in je nadaljeval s slikanjem. Portinari je v zadnjem desetletju svojega življenja trpel zaradi slabega zdravja. Umrl je v Riu de Janeiru leta 1962 zaradi zastrupitve s svincem iz svojih barv.
20. decembra 2007 je bila njegova slika O Lavrador de Café ukradena iz Muzeja umetnosti São Paulo skupaj s Portretom Suzanne Bloch Pabla Picassa. Slike so bile pogrešane do 8. januarja 2008, ko jih je v Ferraz de Vasconcelos odkrila policija São Paula. Slike so bile nepoškodovane vrnjene v Muzej umetnosti São Paulo.
Ob stoletnici njegovega rojstva leta 2003 je bilo več spominskih dogodkov, vključno z razstavo njegovih del v Londonu.

## Slog
Portinarijeva dela zajemajo močno voljo do predstavljanja brazilskega ljudstva in njegovih lastnosti. Sam Portinari je dejal, da bi »te ljudi slikal s temi oblačili in to barvo«. Po besedah Antonia Callada Portinarijev opus predstavlja »monumentalno knjigo umetnosti, ki Brazilce uči, naj bolj ljubijo svojo zemljo«.
Portinari je bil sposoben preseči svojo prvotno akademsko formacijo z doživljanjem in vpijanjem modernističnih tehnik in slogov, ki so temeljno oblikovali njegovo slikarsko osebnost. Razpon in obseg njegovega ustvarjanja vključuje slike, ki prikazujejo podeželsko in mestno delo, begunce, ki bežijo pred stiskami brazilskega podeželja na severovzhodu; in kljub tem glavnim in bolj znanim vidikom njegovega dela, obravnave ključnih dogodkov v zgodovini Brazilije od prihoda Portugalcev leta 1500, podobe otroštva, portretov članov njegove družine in vodilnih brazilskih intelektualcev, ilustracije za knjige in ploščice, ki krasijo cerkev São Francisco v Pampulhi, Belo Horizonte.
Njegova kariera je sovpadala z Oscarjem Niemeyerjem in med drugim vključevala sodelovanje z njim. Portinarijeva dela je mogoče najti v galerijah in nastavitvah v Braziliji in tujini, od družinske kapele v domu njegovega otroštva v Brodowskem do njegovih plošč Guerra e Paz (Vojna in mir) v stavbi Združenih narodov v New Yorku in štirih stenskih poslikav v hispanski Čitalnici Kongresne knjižnice v Washington, D. C.

## Prispevek k brazilskemu modernizmu
Kot že omenjeno, je Candido Portinari izhajal iz revne priseljenske družine. To mu je omogočilo edinstven pogled na brazilsko kulturo in na to, kaj resnično pomeni biti Brazilec. To je pomembno, ker je bil viden umetnik v obdobju brazilskega modernizma. Kot taka je njegova perspektiva dala bolj ponosen in dostojanstven pogled na delavce v tistem času. Medtem ko so drugi umetniki, kot sta Lasar Segall z Bananal in Tarsila do Amaral z Delavci, ponudili sliko delavcev, ki je odstranila osebnost in vsakega posameznika naredila anonimnega, je Portinari naredil nasprotno. Na primer, v svoji sliki Mestic naslika lik, ki je videti močan, kompetenten in plemenit. S tem dokazuje, da delavci niso bili zlomljeni. Namesto tega so bili ponosni in neodvisni. Portinari je s svojo kulturo in življenjskimi izkušnjami dodal razlago o tem, kaj je Brazilija, v posebnem slogu.

## Freske
V freski Cocoa (1938) Portinari prikazuje delavce na plantažah kave. Zadaj je vidna ženska, ki balansira z zabojem na glavi, na sliki je tudi otrok. To je pomenilo, da so pri tem težkem delu prisotni tudi otroci in so bili spodbujeni, da pomagajo staršem. Zemljo so družine dobivale v zameno za delo na nasadih, kjer so skrbele za svoj delež. Tudi tukaj je vključena uporaba modre in oranžne barve, da bi resnično zajeli pomen Brazilije, kar je bila Portinarijeva želja. To umetniško delo je bilo opisano z besedami: »Portinarijeva kava rešuje Brazilijo iz neznanja«.
Freska Kava (Narodni muzej lepih umetnosti, 1935) predstavlja močne in iznajdljive delavce. Njihove velike roke in noge kažejo, da so bili močni in se niso bali trdega dela. Ljudje so skupaj delali, da bi ohranili svojo zemljo in preživeli. Ta slika je tudi odlična upodobitev »realizma«, ker svoje ljudi ujame s kratkimi telesi, bolj okroglimi glavami ter rjavimi in rdečimi odtenki zemlje.
V Mesticu (1934) skuša predstaviti ne le portret, temveč individualni tip osebe. Portinari kaže, da so bili brazilski delavci vzdržljivi in ponosni na svoje delo, saj so v ozadju Mestica vidna polja in njihovo trdo delo; njegova ponosna drža prikazuje samozavest in moč.
Vojna in mir (Guerra e Paz; palača Gustavo Capanema v Riu de Janeiru; 1952–56) je bila freska, ki je nastala, ko so Združeni narodi prosili Brazilijo, naj podari umetniško delo. Portinari je ustvaril dve freski, ki prikazujeta vojno, agonijo, strah in bolečino, ki prikazujeta, kako so ljudje med vojno trpeli in bili prizadeti. Njegova uporaba modrih odtenkov v vojni je ustvarila kontrast med svetlejšimi rumenimi v miru. Druga je bila namenjena izražanju miru in sreče. Bento Antonio v svoji knjigi Portinari opisuje to delo kot »nekakšno nedolžno vizijo raja«. S to fresko je želel tudi povezati različne rasne skupine in pokazati mir med različnimi posamezniki. Takrat je v Braziliji živelo veliko različnih etničnih skupin. Njegova dela so bila namenjena ustvarjanju mostu med multikulturnimi posamezniki. To delo je v stavbi Generalne skupščine Združenih narodov v New Yorku, in je bilo ustvarjeno v spomin na drugo svetovno vojno in njene grozote. Namenjeno je bilo spominjati na nekaj, kar se ne bi smelo nikoli več ponoviti. Tukaj obiskovalci ko pridejo priča utelešenju vojne in odidejo s spoznanjem, da je mir res dosegljiv. Guerra e Paz je sinteza celotnega življenja, predanega ljudem. Njegovo slikarstvo je, tako kot njegova militantna politična stališča, govorilo proti nepravičnosti, nasilju in bedi v svetu, pravi umetnikov sin João Candido Portinari.
V Hispanic Foundation Kongresne knjižnice v Washingtonu D. C. so štiri freske, ki jih je Portinari naredil leta 1941 in prikazujejo boje hispaniskih Američanov. Odkritje dežele, Vstop v gozd, Nauk Indijancem in Odkritje zlata naj bi predstavljali prihod Špancev in Portugalcev v Ameriko, za dokončanje pa je potreboval dva meseca s pomočjo svojega brata Luiza. Odkritje dežele naj bi prikazalo navadne mornarje, ki so pluli na čolnih. Vstop v gozd spominja na freske, kjer prav tako ne pozabi ujeti svojega sloga povečanja rok in nog figuram, da pokaže njihovo moč. V Nauku Indijancem poskuša Portinari ustvariti prizor duhovnika ali španskega »očeta jezuita« z Indijanci in očitno enotnostjo. Tudi prisotnost rdeče brazilske zemlje. Zadnjo stensko poslikavo, Odkritje zlata, umetnik izbere za slikanje samo enega čolna in določenih ljudi, ki predstavljajo, da so našli zlato. Brazilska vlada je Portinariju plačala potovanje v Washington, da bi ustvaril freske in predstavljal svojo državo.

## Zapuščina
Portinari je nekoč rekel: »Jaz sem sin rdeče zemlje. Odločil sem se, da naslikam brazilsko resničnost, golo in surovo, kakršna je.« Življenje v Braziliji za Portinarija ni bilo lahko, še posebej glede na to, da nikoli ni bil bogat, a njegova želja, da bi dokazal to resničnost, je očitna v vseh njegovih umetniških delih. Slaba nastanitev, neustrezna prehrana, pomanjkanje izobrazbe, malo ali nič dostopa do zdravstvene oskrbe in različne bolezni so ustvarile brezupne razmere za Brazilce, ki so se borili za preživetje. To je vodilo v Portinarijevo željo po globalnem ozaveščanju o človeški bolečini, ki jo je poskušal upodobiti v skoraj vsaki sliki.
Portinari je močno vplival tudi na prihodnjo brazilsko generacijo umetnikov, glasbenikov, pesnikov in skladateljev. Potem ko je veliko prepotoval Evropo, preučeval njihovo umetnost, njihovo tehniko in sloge, se je vrnil v Brazilijo v upanju, da bo ustvaril svojo osebno metodo in interpretiral svoj lasten slog. Namesto da bi še naprej posnemal evropski videz, je Portinari slikal svoje izkušnje in svoje življenje. Portinarijeva dela so vzhajajoče umetnike spodbujala k iskanju lastnega edinstvenega sloga, ki je bil prilagojen njihovim življenjem, izkušnjam in realnosti v njihovi državi. To je še en razlog, da so bile modre, rdeče in oranžne tako pogosto uporabljene v njegovi umetnosti; barve njegove domovine.
Projekt Portinari, ki se je začel leta 1979, je Candidu Portinariju posvetil njegov sin Joao Candido, da bi obudil njegova dela, jih naredil bolj poznane in ohranil zgodovino. Ne samo, da je njegovemu sinu uspelo poiskati več kot 5000 slik, našel je tudi na tisoče risb, skic in dokumentov, povezanih s Portinarijevim življenjem, potovanji in interakcijami. Leta 2004 je bil objavljen katalog Raisonné Portinarijevih del. To je bil prvi Raisonné, ki je zajemal celotno delo latinskoameriškega slikarja. Projeto Portinari je tudi kuriral prvo retrospektivno razstavo Portinarijevega opusa v Museu de Arte de São Paulo – MASP leta 1997.
Umetniku je posvečena pesem Un son para Portinari Nicolása Guilléna in Horacia Salinasa, ki jo je slavno izvedla Mercedes Sosa. Ime Candido Portinari se pojavlja še danes. Rodovia Candido Portinari je državna cesta v Braziliji v São Paulu.